# Kruškoliki mišić
Kruškoliki mišić (lat. musculus piriformis) mišić je zdjelice kruškolikog oblika. Mišić inerviraju ogranci križnog spleta.

## Polazište i hvatište
Mišić polazi s prednje strane križne kosti, sjedne kosti (točnije lat. incisura ischiadica major) i ligamentum sacrotuberale. Mišićne niti idu lateralno i hvataju se tetivom za velik obrtač bedrene kosti.
Mišić prolazi kroz veliki sjedni otvor (veliki ishijadični otvor) i dijeli ga na dva manja: lat. fossa suprapiriforme i lat. fossa infrapiriforme.